# Grand Prix Formule 1 van België 1990
De Grand Prix Formule 1 van België 1990 werd gehouden op 26 augustus 1990 op Spa-Francorchamps.

## Uitslag
| Pos. | Nr. | Coureur            | Constructeur          | Rondes | Tijd / Oorzaak uitval | Grid | Punten |
| ---- | --- | ------------------ | --------------------- | ------ | --------------------- | ---- | ------ |
| 1    | 27  | Ayrton Senna       | McLaren-Honda         | 44     | 1:26:31.997           | 1    | 9      |
| 2    | 1   | Alain Prost        | Ferrari               | 44     | + 3.550               | 3    | 6      |
| 3    | 28  | Gerhard Berger     | McLaren-Honda         | 44     | + 28.462              | 2    | 4      |
| 4    | 19  | Alessandro Nannini | Benetton-Ford         | 44     | + 49.337              | 6    | 3      |
| 5    | 20  | Nelson Piquet sr.  | Benetton-Ford         | 44     | + 1:29.650            | 8    | 2      |
| 6    | 15  | Mauricio Gugelmin  | Leyton House-Judd     | 44     | + 1:48.851            | 14   | 1      |
| 7    | 16  | Ivan Capelli       | Leyton House-Judd     | 43     | + 1 Ronde             | 12   |        |
| 8    | 4   | Jean Alesi         | Tyrrell-Ford          | 43     | + 1 Ronde             | 9    |        |
| 9    | 29  | Éric Bernard       | Larrousse-Lamborghini | 43     | + 1 Ronde             | 15   |        |
| 10   | 10  | Alex Caffi         | Arrows-Ford           | 43     | + 1 Ronde             | 19   |        |
| 11   | 11  | Derek Warwick      | Lotus-Lamborghini     | 43     | + 1 Ronde             | 18   |        |
| 12   | 12  | Martin Donnelly    | Lotus-Lamborghini     | 43     | + 1 Ronde             | 22   |        |
| 13   | 9   | Michele Alboreto   | Arrows-Ford           | 43     | + 1 Ronde             | 26   |        |
| 14   | 25  | Nicola Larini      | Ligier-Ford           | 42     | + 2 Rondes            | 21   |        |
| 15   | 23  | Pierluigi Martini  | Minardi-Ford          | 42     | + 2 Rondes            | 16   |        |
| 16   | 14  | Olivier Grouillard | Osella-Ford           | 42     | + 2 Rondes            | 23   |        |
| 17   | 8   | Stefano Modena     | Brabham-Judd          | 39     | Motor                 | 13   |        |
| DNF  | 7   | David Brabham      | Brabham-Judd          | 36     | Elektrisch probleem   | 24   |        |
| DNF  | 22  | Andrea de Cesaris  | Dallara-Ford          | 27     | Motor                 | 20   |        |
| DNF  | 5   | Thierry Boutsen    | Williams-Renault      | 21     | Transmissie           | 4    |        |
| DNF  | 2   | Nigel Mansell      | Ferrari               | 19     | Handling              | 5    |        |
| DNF  | 6   | Riccardo Patrese   | Williams-Renault      | 18     | Versnellingsbak       | 7    |        |
| DNF  | 21  | Emanuele Pirro     | Dallara-Ford          | 5      | Waterlek              | 17   |        |
| DNF  | 3   | Satoru Nakajima    | Tyrrell-Ford          | 4      | Motor                 | 10   |        |
| DNF  | 30  | Aguri Suzuki       | Larrousse-Lamborghini | 0      | Ongeluk               | 11   |        |
| DNF  | 24  | Paolo Barilla      | Minardi-Ford          | 0      | Ongeluk               | 25   |        |
| DNQ  | 26  | Philippe Alliot    | Ligier-Ford           |        |                       |      |        |
| DNQ  | 17  | Gabriele Tarquini  | AGS-Ford              |        |                       |      |        |
| DNQ  | 18  | Yannick Dalmas     | AGS-Ford              |        |                       |      |        |
| DNQ  | 31  | Bertrand Gachot    | Coloni-Subaru         |        |                       |      |        |
| DNPQ | 33  | Roberto Moreno     | EuroBrun-Judd         |        |                       |      |        |
| DNPQ | 34  | Claudio Langes     | EuroBrun-Judd         |        |                       |      |        |

## Wetenswaardigheden
- De race werd tweemaal stopgezet na de start door twee crashes. Aguri Suzuki moest opgeven bij de eerste start, Paolo Barilla na de tweede.
- Nigel Mansell kwam enigszins terug van zijn besluit om te stoppen aan het eind van het seizoen. Hij wilde dan wel bij een team terechtkomen waar hij eerste rijder was, een betrouwbare auto had, een goede motor en de mogelijkheid om mee te strijden voor de wereldtitel. Hij werd verschillende malen gelinkt aan Williams.

## Statistieken
| Pole-position | Ayrton Senna | McLaren-Honda | 1:50.365 |
| Snelste ronde | Alain Prost  | Ferrari       | 1:55.087 |

## Noot
- Dit was de 25ste Grand Prix-winst voor Ayrton Senna.

1925 · 1930 · 1931 · 1933 · 1934 · 1935 · 1937 · 1939 · 1947 · 1949 · 1950 · 1951 · 1952 · 1953 · 1954 · 1955 · 1956 · 1958 · 1960 · 1961 · 1962 · 1963 · 1964 · 1965 · 1966 · 1967 · 1968 · 1970 · 1972 · 1973 · 1974 · 1975 · 1976 · 1977 · 1978 · 1979 · 1980 · 1981 · 1982 · 1983 · 1984 · 1985 · 1986 · 1987 · 1988 · 1989 · 1990 · 1991 · 1992 · 1993 · 1994 · 1995 · 1996 · 1997 · 1998 · 1999 · 2000 · 2001 · 2002 · 2004 · 2005 · 2007 · 2008 · 2009 · 2010 · 2011 · 2012 · 2013 · 2014 · 2015 · 2016 · 2017 · 2018 · 2019 · 2020 · 2021 · 2022 · 2023 · 2024 · 2025 · 2026 · 2027 · 2029 · 2031